# Cynorta sinuosa
Cynorta sinuosa is een hooiwagen uit de familie Cosmetidae.